# Jouy-sur-Eure
Jouy-sur-Eure település Franciaországban, Eure megyében. Lakosainak száma 558 fő (2022. január 1.). Jouy-sur-Eure Chambray, Fontaine-sous-Jouy, Gauciel, Hardencourt-Cocherel, Houlbec-Cocherel és Miserey községekkel határos.

## Népesség
A település népességének változása:
| Lakosok száma | 370  | 430  | 524  | 567  | 565  | 566  | 583  | 591  | 592  | 558  |
|               | 1968 | 1982 | 1990 | 2006 | 2013 | 2015 | 2017 | 2019 | 2020 | 2022 |